# Аксай (Ростовская область)
Акса́й — город в Ростовской области России, административный центр Аксайского городского поселения и Аксайского района. Является городом-спутником Ростова-на-Дону. Железнодорожная платформа (остановочный пункт) Аксай Северо-Кавказской железной дороги. 
Аксай занял первое место в рейтинге благоприятных для жизни городов Ростовской области по индексу качества городской среды согласно данным Министерства строительства и жилищно-коммунального хозяйства России в 2023, 2024 и 2025 году.

## Этимология
Название Аксай имеет тюркское происхождение и переводится как «белая река» либо «белые воды», так как ак на тюркских языках имеет значение «белый, белая», а сай или, по-другому, су, переводится как «река, вода». Этимология названия данного города такая же, так как Аксай стоит непосредственно на территориях, входящих в исторические территории расселения Ногайцев — в степях Приазовья.

## География

### Географическое положение
Город расположен на юго-востоке Русской равнины, в юго-западной части Ростовской области, на крутом правом берегу излучины реки Дон, в месте впадения в неё рукава Аксай. Аксай является одним из ближайших городов к Ростову-на-Дону, находясь в 12 км восточнее от его центра (ближе лишь Батайск, это расстояние между почтамтами городов). Расстояние между кварталами двух городов составляет менее 1 километра по прямой или около 1,5 километра по автодороге. На август 2024 года в районе бывшего аэропорта Ростова-на-Дону по проспекту Шолохова города на протяжении линии 3 километров по новым жилым кварталам полностью слились. 

### Часовая зона
Аксай, как и вся Ростовская область, находится в часовой зоне МСК (московское время). Смещение применяемого времени относительно UTC составляет +3:00.

### Климат
Климат умеренно-континентальный. Зима мягкая; средняя температура января −4,4 °C. Лето жаркое, продолжительное, с преобладанием солнечной погоды; средняя температура июля +22,9 °C. Осадков выпадает 600 мм в год.
- Среднегодовая температура: +9,7 °C
- Абсолютный минимум температуры воздуха: −31,9 °C
- Абсолютный максимум температуры воздуха: +41.1 °C
- Среднегодовая скорость ветра: 2,4 м/с
- Среднегодовая влажность воздуха: 72 %
- Средняя продолжительность безморозного периода: 6 месяцев
- Средняя длительность лежания снежного покрова: 10-20 дней
- Продолжительность отопительного сезона: 6 месяцев

| Показатель                    | Янв.  | Фев.  | Март  | Апр.  | Май  | Июнь | Июль | Авг. | Сен. | Окт.  | Нояб. | Дек.  | Год   |
| ----------------------------- | ----- | ----- | ----- | ----- | ---- | ---- | ---- | ---- | ---- | ----- | ----- | ----- | ----- |
| Абсолютный максимум, °C       | 15,0  | 19,8  | 26,0  | 33,6  | 35,6 | 38,4 | 39,6 | 40,1 | 36,7 | 31,0  | 25,0  | 18,5  | 40,1  |
| Средний суточный максимум, °C | −1,1  | 0,2   | 6,0   | 16,6  | 22,9 | 27,1 | 29,1 | 28,3 | 22,5 | 14,2  | 6,3   | 2,2   | 14,5  |
| Средняя температура, °C       | −4,4  | −3,5  | 1,6   | 10,9  | 16,9 | 21,2 | 22,9 | 21,9 | 16,4 | 9,1   | 2,9   | −0,7  | 9,7   |
| Средний суточный минимум, °C  | −7,1  | −6,3  | −1,6  | 6,5   | 11,8 | 16,0 | 17,6 | 16,4 | 11,3 | 5,3   | 0,5   | −3    | 5,6   |
| Абсолютный минимум, °C        | −31,9 | −30,9 | −28,1 | −10,4 | −4,3 | −0,1 | 7,6  | 2,6  | −4,6 | −10,4 | −25,1 | −28,5 | −31,9 |
| Норма осадков, мм             | 49    | 48    | 46    | 55    | 53   | 60   | 60   | 51   | 40   | 37    | 48    | 71    | 618   |
| Источник: Погода и климат     |       |       |       |       |      |      |      |      |      |       |       |       |       |

## Геральдика
Флаг утверждён 16 июня 2004 года как флаг города Аксая — административного центра муниципального образования «Аксайский район». После муниципальной реформы, было образовано муниципальное образование «Аксайское городское поселение» с единственным населённым пунктом — город Аксай.

## История

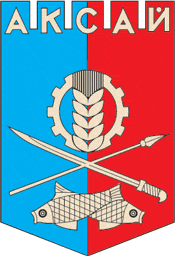
Герб (1988)

Название Аксай с тюркских языков переводится как Белая балка (белое русло), где «ак» — белый, «сай» — овраг, сухое русло.
Первое письменное упоминание о населённом пункте, расположенном на территории нынешнего города Аксая, относится к 1570 году. Из статейного списка посольства Ивана Новосильцева в Османскую империю за 1570 год известно, что в Стамбул из Москвы через Азов было отправлено посольство, возглавляемое Иваном Петровичем Новосильцевым, с целью поздравить Селим-султана с его восшествием на престол Османской империи. В документе отмечено, что «азовской Сефер прислал к Ивану на встречу на Оксайское устье под Кобяково (от тюрк. имени Кобяк) городище двух человек в приставы да толмача». Об этом 7 июля 1570 года И. Новосильцев сообщал царю Ивану IV Грозному в письме. С того времени турки и казаки разменивались в этом месте послами, следовавшими в Россию и Турцию.
Казачий городок неоднократно подвергался разорительным набегам со стороны турок, крымских татар и ногайцев. Однако удобное местоположение на высоком берегу при слиянии реки Аксая с Доном, на перекрёстке сухопутных дорог, ведущих в столицу Войска Донского — Черкасск (ныне ст. Старочеркасская), вновь и вновь влекло сюда людей. В документе 1734 года, хранящемся ныне в Аксайском музее, перечислены царские заставы, располагавшиеся вокруг Черкасска (ныне станица Старочеркасская), упомянута в нём и застава при Усть-Оксае. В документе говорится, что в Усть-Оксай во время разлива воды казаки с женами и детьми, а также вдовы, в основном из Черкасска, ежегодно выезжали почти на все лето; в поселении бывал торг с приезжими малороссиянами, на котором покупали и обменивали на рыбу хлеб и другой товар.
В 1742 году на карте появился Усть-Аксайский стан по названию протекающей здесь реки. В 1783 году в Аксае начали постройку каменной Троицкой церкви с приделами святого Николая чудотворца и великомученика Георгия Победоносца. Многоярусный, резной, золоченый по зелёной земле, иконостас этой церкви устроен в Санкт-Петербурге архитектором К. Б. Растрелли. Зимой 1783/84 годов в Усть-Аксайском стане проживал А. В. Суворов, командовавший тогда Кубанским корпусом. В 1786 году в Усть-Аксайском, «по найму рядчика Буденнова», были возведены Триумфальные ворота.
В 1797 году Усть-Аксайский стан был переименован в Усть-Аксайскую станицу, а приставка «Усть» позднее исчезла из названия. 1 июня 1820 года А. С. Пушкин ночевал в станице Аксайской проездом на Кавказ. В 1825 году в станице был построен Успенский храм.
В период Крымской войны, в 1854—1855 годах, в устье реки Аксай была организована Азовская гребная флотилия. Тогда же начал выпускать продукцию пороховой завод, расположившийся на пологом склоне балки северо-западной окраины станицы. Устройство в 1854 году капитальной Ольгинской дамбы через все займище Дона ещё больше способствовало торговым и мореходным выгодам станицы Аксайской.

В 1850 годах в станице Аксайской открылись Мореходные классы. Вот что писал о казаках-низовцах (включая аксайцев) С. Номикосов (1884 г.): 
Все местные условия жизни здесь сложились наиболее благоприятно для морской, а не кавалерийской службы. Мальчик 7-8 лет уже легко управляется с каюком и с детства слышит рассказы про подвиги и приключения на воде. (...) На каюке, дубе и баркасе казаки не боятся пускаться в открытое море, и на утлых судёнышках своих проплывают огромные пространства. Такие смельчаки могут составить контингент превосходных морских солдат, тем более, что помимо отваги, все они обладают широким умственным развитием.
На дальнейшие судьбы станицы значительное влияние оказало строительство в 1864 году первой на Дону железной дороги, соединившей Александровск-Грушевские угольные копи (ныне город Шахты) и станицу Аксайскую, движение по ней началось в январе 1864 года. В 1868 году железнодорожная ветка была доведена до Ростова-на-Дону, соединив станицу с железнодорожной сетью страны.
В 1914 году — Аксайская станица с хуторами (Болдырев, Большелогский, Верхне-Гоголев, Дарьев, Должик, Кирбитова-Балка, Кутейников, Нижне-Гоголев, Павленков, Протопоповский, Самбек, Тарасов) административно входила в состав Черкасского округа области Войска Донского.
Указом Президиума Верховного Совета РСФСР от 23 декабря 1957 года станица Аксайская, Ростовской области, получила статус города районного подчинения и название Аксай.
С 1 февраля 1963 года по 12 января 1965 года Аксай имел статус города областного подчинения. Указом Президиума Верховного Совета РСФСР от 12.01.1965 года город Аксай вновь получил статус города районного подчинения и стал центром Аксайского района Ростовской области.

## Население
| 1897    | 1939    | 1959    | 1967    | 1970    | 1979    | 1989    | 1992    | 1996    | 1998    | 2002    | 2003    |
| ------- | ------- | ------- | ------- | ------- | ------- | ------- | ------- | ------- | ------- | ------- | ------- |
| 7600    | ↗9800   | ↗15 518 | ↗20 000 | ↗21 994 | ↗29 987 | ↗33 389 | ↘33 300 | ↗35 700 | →35 700 | ↗38 012 | ↘38 000 |
| 2005    | 2006    | 2007    | 2009    | 2010    | 2011    | 2012    | 2013    | 2014    | 2015    | 2016    | 2017    |
| ↘37 200 | ↘36 900 | ↘36 600 | ↘36 030 | ↗41 969 | ↗42 000 | ↗42 481 | ↗42 747 | ↗43 166 | ↗43 558 | ↗44 279 | ↗44 828 |
| 2018    | 2019    | 2020    | 2021    |         |         |         |         |         |         |         |         |
| ↗45 078 | ↗45 158 | ↗46 018 | ↗48 372 |         |         |         |         |         |         |         |         |

На 1 января 2025 года по численности населения город находился на 320-м месте из 1124 городов Российской Федерации.
В соответствии с генеральным планом Аксайского городского поселения перспективная численность населения к 2033 году — 85,2 тыс. чел.

## Экономика
Экономика города Аксая и Аксайского района имеет многоотраслевую структуру. Около 60 % оборота предприятий приходится на потребительский рынок, около 15 %- на промышленность, около 15 % — на строительство, остальное — транспорт и связь, сельское хозяйство, прочие.
В структуре промышленного производства более 80 % занимают обрабатывающие отрасли, более 60 % объёмов которых, в свою очередь, занимает производство резиновых и пластмассовых изделий. Крупнейшим производителем колбасной и сосисочной оболочки, входящих в эту группу товаров, является ПКФ «Атлантис — Пак».
Около 15 % оборота обрабатывающих предприятий приходится на предприятия машиностроения и металлообработки. Их представляют — «Аксайкардандеталь», «Агротрейд», выпускающие запасные части для сельхоз. машин (шарниры, карданные валы и т. д.), и ССРЗ «Мидель», занимающееся ремонтом судов.
Около 10 % оборота обрабатывающих производства приходится на предприятия по производству прочих неметаллических минеральных продуктов («Аксайский кирпичный завод», «АксайСтройПром», «Аксайский стекольный завод»).
Промышленность города Аксай представлена 12 предприятиями различных форм собственности, строительная индустрия представлена 15 строительными организациями, занимающимися строительством жилых и нежилых зданий, буровых скважин, ремонтом дорог, строительством газопроводов и т. д.

### Транспорт

#### Автомобильный транспорт
Через территорию города Аксай проходит федеральная автомобильная дорога М-4 «Дон»: Москва — Воронеж — Ростов-на-Дону — Краснодар — Новороссийск, а также автомобильные дороги регионального и местного значения.
Общественный транспорт представлен автобусами малой и средней вместимости. В соответствии с реестром внутрирайонных маршрутов, в Аксайском районе действует 18 автобусных маршрутов, обслуживаемых компаниями «Кварта-1» и «Аксай-Авто».
Город Аксай связан автобусным сообщением с областным центром городом Ростовом-на-Дону, (имеется 8 маршрутов с начальной посадочной остановкой в разных местах Ростова-на-Дону и конечной в разных местах Аксая), а также со всеми населенными пунктами Аксайского района. Протяженность маршрутов общественного транспорта в пределах городского поселения Аксая составляет 18,06 км.

#### Железнодорожный транспорт
В городе расположены железнодорожные платформы (остановочные пункты) Аксай, Стеклозавод и Берданосовка Северо-Кавказской железной дороги на двухпутной электрифицированной линии Ростов-Главный — Лихая — Москва. 

#### Водный транспорт
В городе Аксае имеются три причала на реке Дон (в настоящее время являются недействующими).
На левом берегу реки Аксай размещаются Судоремонтный завод ОАО ССРЗ «Мидель», а также судостроительное предприятие ООО «Судоверфь Дон-Кассенс», где ведется ремонт и строительство судов смешанного плавания «река-море».

### Банковская деятельность
В Аксайском районе открыты филиалы банков: Сбербанка России, ОАО КБ «Центр-Инвест», ОАО «Российский Сельскохозяйственный банк». Кроме этого, в городе функционируют банкоматы указанных финансовых организаций.

## Социальная сфера

### Медицина
В городе имеются следующие учреждения здравоохранения:
- ГБУ РО Центральная районная больница в Аксайском районе[37], имеющая в своей структуре стационар на 9 профильных отделений с коечной мощностью 435 коек, поликлиническое отделение для взрослых на 500 посещений в смену, детская поликлиника на 250 посещений в смену, травматологический пункт, отделение скорой медицинской помощи.
- ГБУ РО «Стоматологическая поликлиника»в Аксайском районе .

### Образование[38]
Среднее общее образование в городе Аксае представлено пятью учреждениями: СОШ № 1, 2, 4, гимназия № 3 и лицей № 1.
Дошкольное образование в городе осуществляют 11 детских дошкольных образовательных учреждений различного типа.
Дополнительное образование:
- МБУ ДОД Аксайского района «Детско-юношеская спортивная школа № 1»
- МБУ ДОД Аксайского района «Детско-юношеская спортивная школа „Юность“»
- МБУ ДО Центр профориентации и сопровождения профессионального самоопределения учащихся (молодежи)
- МБУ ДО Центр творчества детей и молодежи Аксайского района
- Зал греко-римской борьбы братьев Самургашевых
- Аксайский Дворец спорта

### Культура
- МБУК РО «Аксайский военно-исторический музей».
- МБУК Аксайского района «Районный дом культуры „Факел“».
- МБУК Аксайского района «Межпоселенческая центральная библиотека имени М. А. Шолохова».
- МБУ ДО Аксайского района «Детская школа искусств г. Аксая».
- МБУК «ДК „Молодежный“»

## Известные люди
- Николай Дмитриевич Гулаев (1918—1985) — лётчик-истребитель, дважды Герой Советского Союза, третий из советских асов по числу сбитых самолётов в годы Великой Отечественной войны, генерал-полковник авиации.
- Виктор Владимирович Куповец — чемпион мира 1983 года по велоспорту на треке, заслуженный мастер спорта СССР.
- Алексей Петрович Падалкин (1893—1975) — подъесаул Всевеликого Войска Донского, герой Первой мировой войны и Белого движения, донской дипломат и разведчик.
- Филипп Яковлевич Рубахо (1923—1943) — Герой Советского Союза, снайпер отдельного батальона морской пехоты Новороссийской военно-морской базы Черноморского флота.
- Александр Леонидович Сергеев (1945—2013) — российский китаевед, автор многочисленных научных работ по истории и культуре Китая.
- Даниил Павлович Уткин — российский футболист, полузащитник клуба «Ростов» и сборной России.

### Почётные граждане города
Почётными гражданами Аксая являются:
| - Хатынов, Амираслан Алиевич - Вартанов, Андрей Сергеевич - Гладченко, Владимир Дмитриевич - Гулаев, Николай Дмитриевич - Дацко, Виктор Михайлович - Жульев, Юрий Васильевич | - Зиборова, Тамара Яковлевна - Иваненков, Иван Ильич - Ивус, Александр Сергеевич - Рой, Алексей Хрисанфович - Рыбкин, Фёдор Григорьевич - Яловкин, Борис Дмитриевич |

## Достопримечательности
- Таможенная застава XVIII века. Музейный комплекс с экспонатами быта таможенников, образцами оружия, картами, старинными рукописями.
- «Военно-исторический комплекс имени Н. Д. Гулаева» на территории природоохранного комплекса «Мухина балка» с тоннелями, советской и российской военной техникой (1998). Подземное сооружение — командный пункт Северокавказского округа.
- Музей «Почтовая станция XIX века». Здесь останавливались Грибоедов, М. Ю. Лермонтов, Раевский, А. С. Пушкин, Л. Н. Толстой, Чайковский, Розени и др.
- Мемориальный комплекс под названием «Переправа» в память о воинах павших здесь в Великой Отечественной войне.
- Кобяково городище с остатками селений сарматов, половцев, татар и русов[40].
- Аксайский военно-исторический музей. В музее собрана военная техника начала XX века: ракеты, автомобили, пушки, самолёты, танки, военные катера и другое.
- Крепость Аксая. Крепость с таможенной заставой XVIII века —  памятник военно-фортификационной архитектуры, входит в состав Айсайского военно-исторического музея. Земляная крепость 1763 года являлась частью ростовской крепости Дмитрия Ростовского.
- Храм в честь иконы Божией Матери «Одигитрия» (XIX век).
- Успенский храм (1825) в стиле ампир, построен по проекту архитектора М. А. Амбросимова.
- Военно-исторический музей середины XX века «Домик Суворова». В состав музея входит семь зданий, связанных с пребыванием здесь деятелей культуры. Александр Васильевич Суворов провел здесь зиму 1783—1784 годов.
- Заповедник «Золотые горки» в пойме реки Дон.
- Бюст дважды Героя Советского Союза Н. Д. Гулаева — памятник регионального значения.
- Аксайские подземелья.

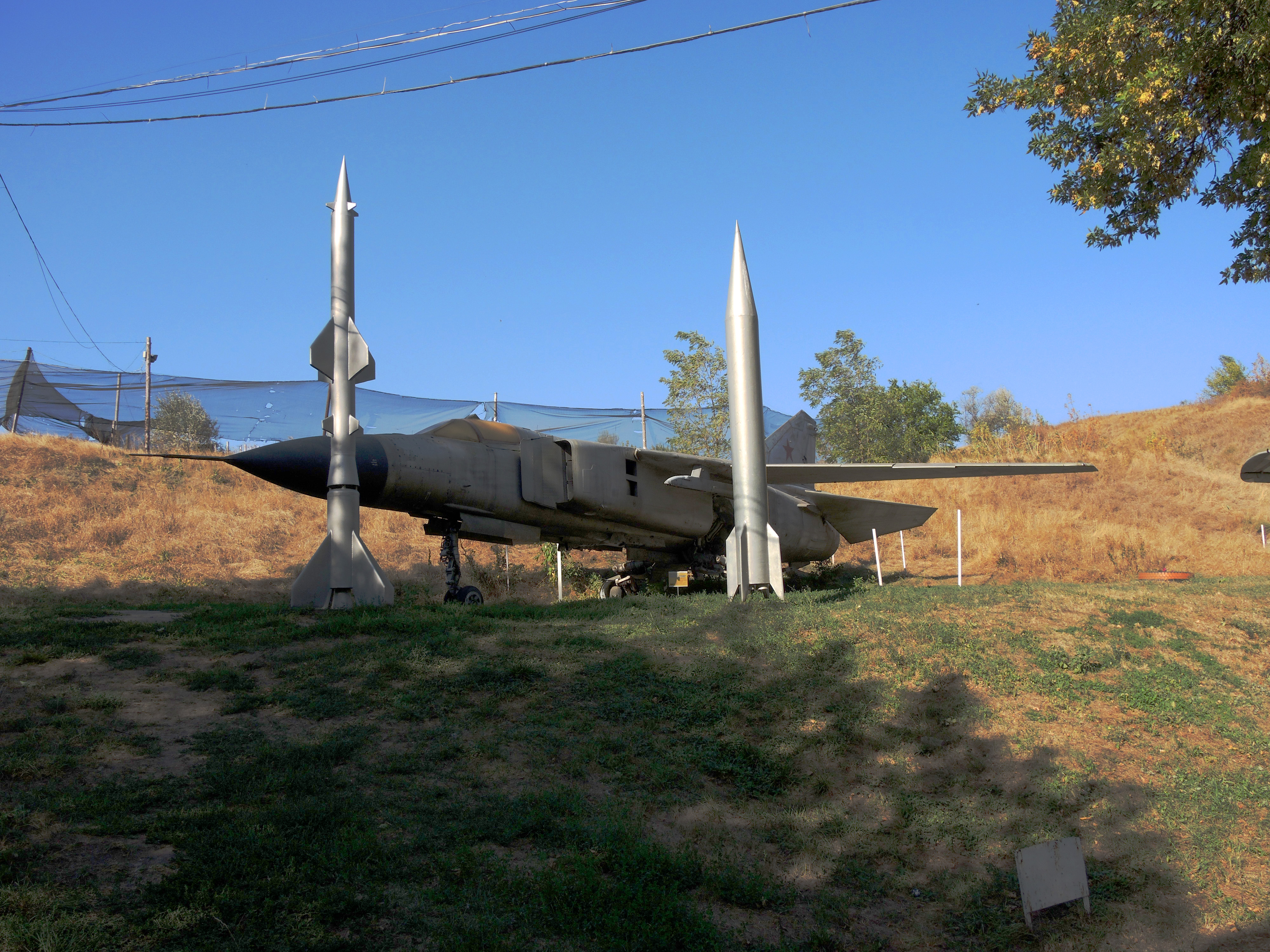
Выставка военной техники под открытым небом
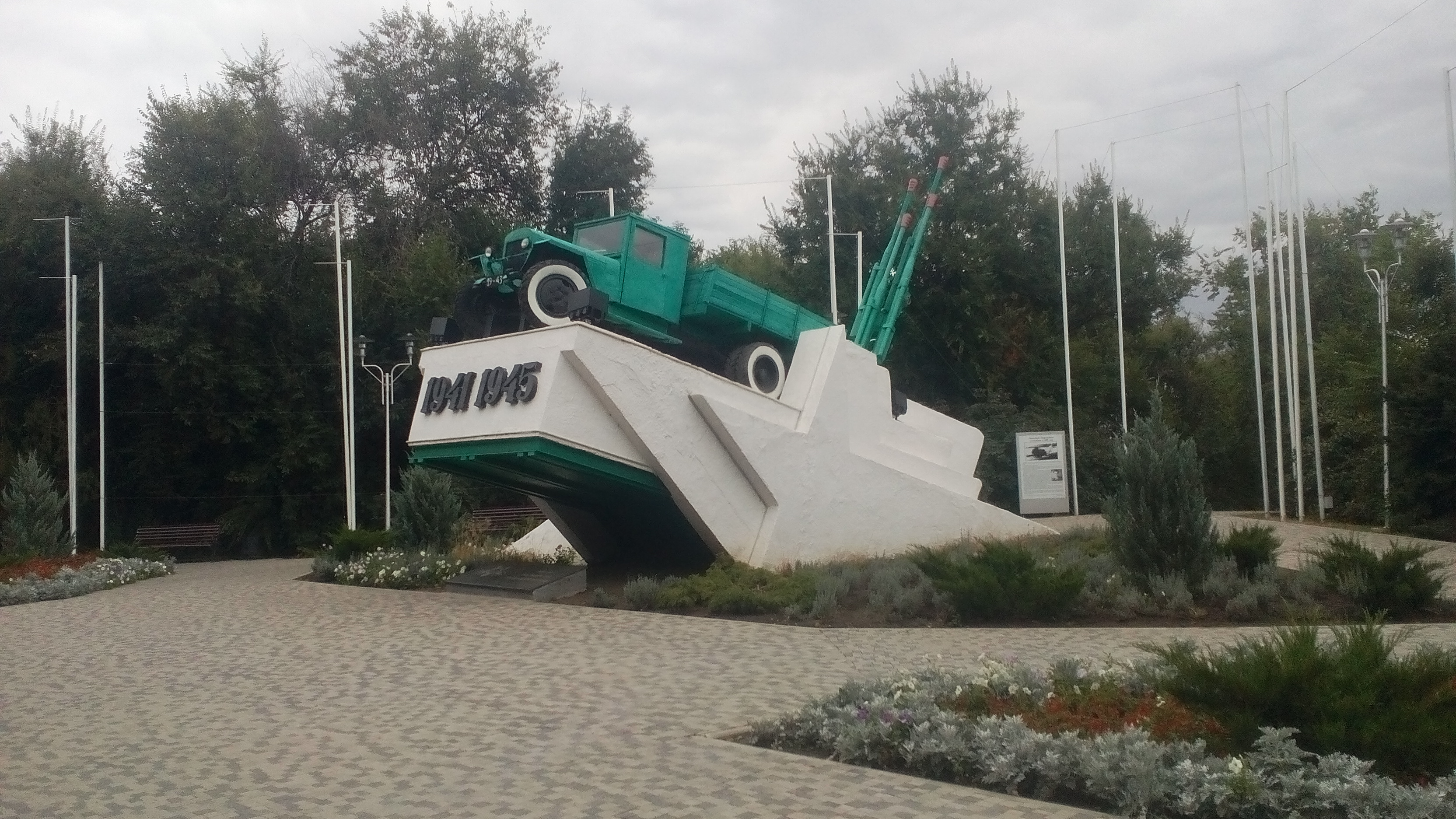
Памятник у Аксайской переправы
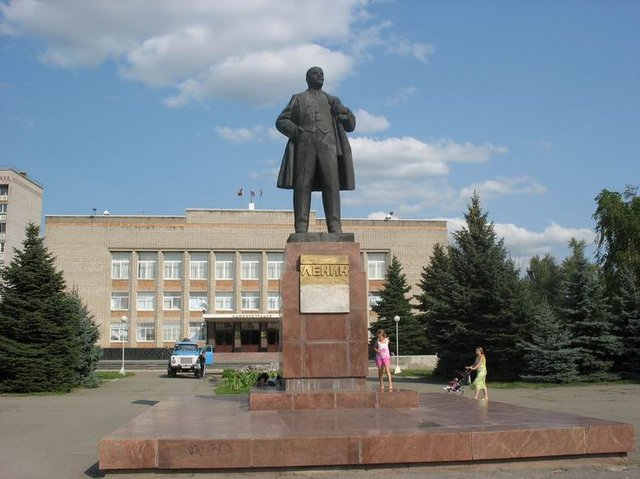
Памятник В. И. Ленину